# Rue Victor-Massé
La rue Victor-Massé est une voie du 9e arrondissement de Paris, en France.

## Situation et accès
La rue Victor-Massé est une voie publique située dans le 9e arrondissement de Paris. Elle débute au 55, rue des Martyrs et se termine au 54, rue Jean-Baptiste-Pigalle.
Elle borde la place Gabriel Kaspereit, à l'intersection avec l'avenue Frochot, la rue Frochot et la rue Henry-Monnier.
Le quartier est desservi, au nord, par les lignes 2 et 12 à la station Pigalle et par la ligne 12 à la station Saint-Georges, au sud.

## Origine du nom

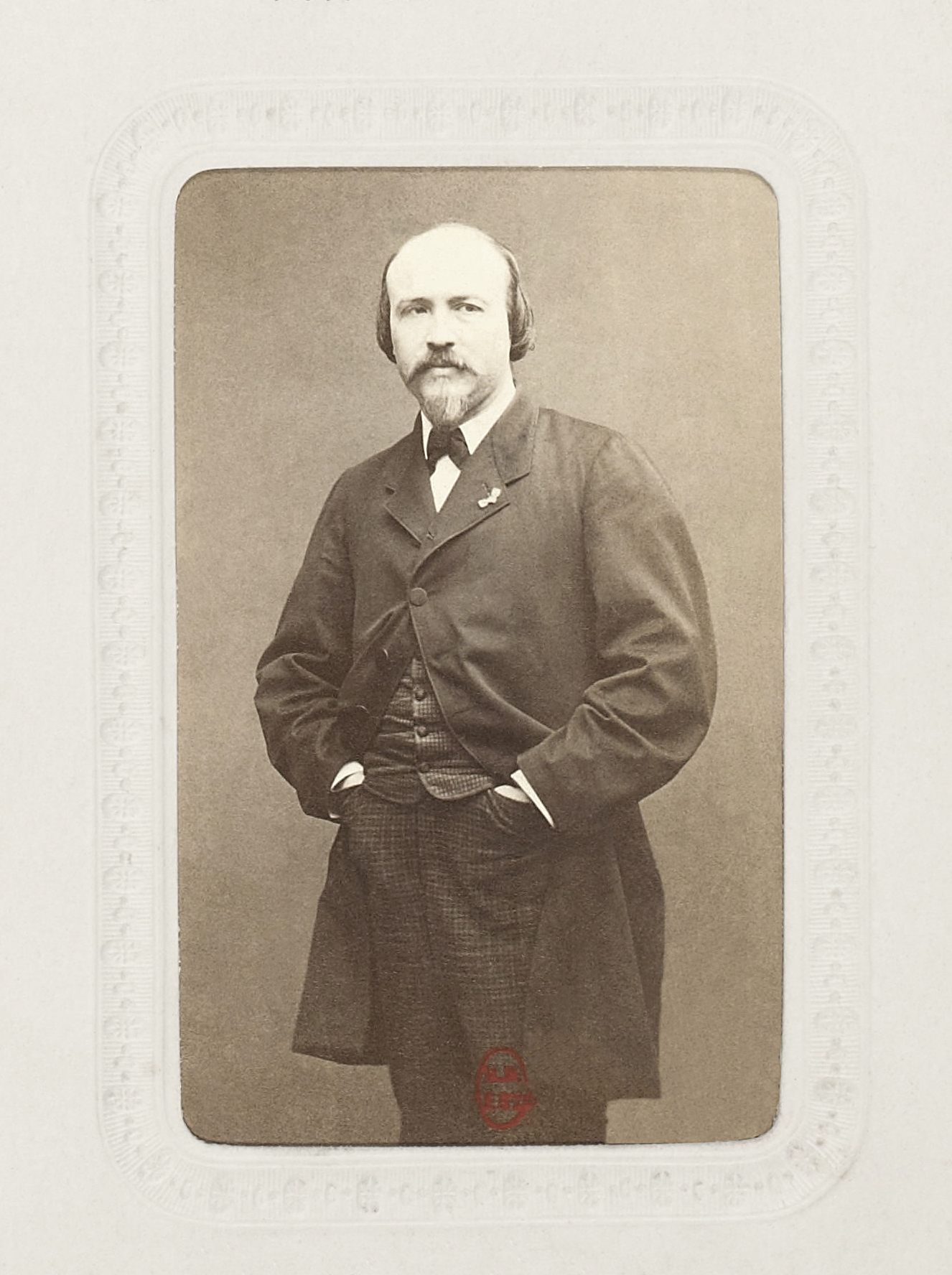
Le compositeur Victor Massé en 1875.

À l'origine « rue Laval » en mémoire de Marie-Louise de Laval-Montmorency, abbesse de Montmartre, la voie a été rebaptisée « rue Victor Massé » en 1887, du nom du compositeur et professeur français Victor Massé (1822-1884).
La rue doit son nom à la proximité de l'avenue Frochot, où est mort Victor Massé.

## Historique
Cette rue est créée en 1777 entre la rue Bréda et la rue Pigalle sous le nom de « rue Ferrand », d'après le nom du propriétaire des terrains sur lesquels elle a été ouverte.
Elle reçoit en 1817 la dénomination de « rue Laval », en souvenir de Marie-Louise de Laval-Montmorency, dernière abbesse de Montmartre de 1760 à 1791, morte décapitée en 1794, à l'âge de 68 ans, sous la Terreur.
Elle prend sa dénomination actuelle par un arrêté du 25 avril 1887.

## Bâtiments remarquables et lieux de mémoire

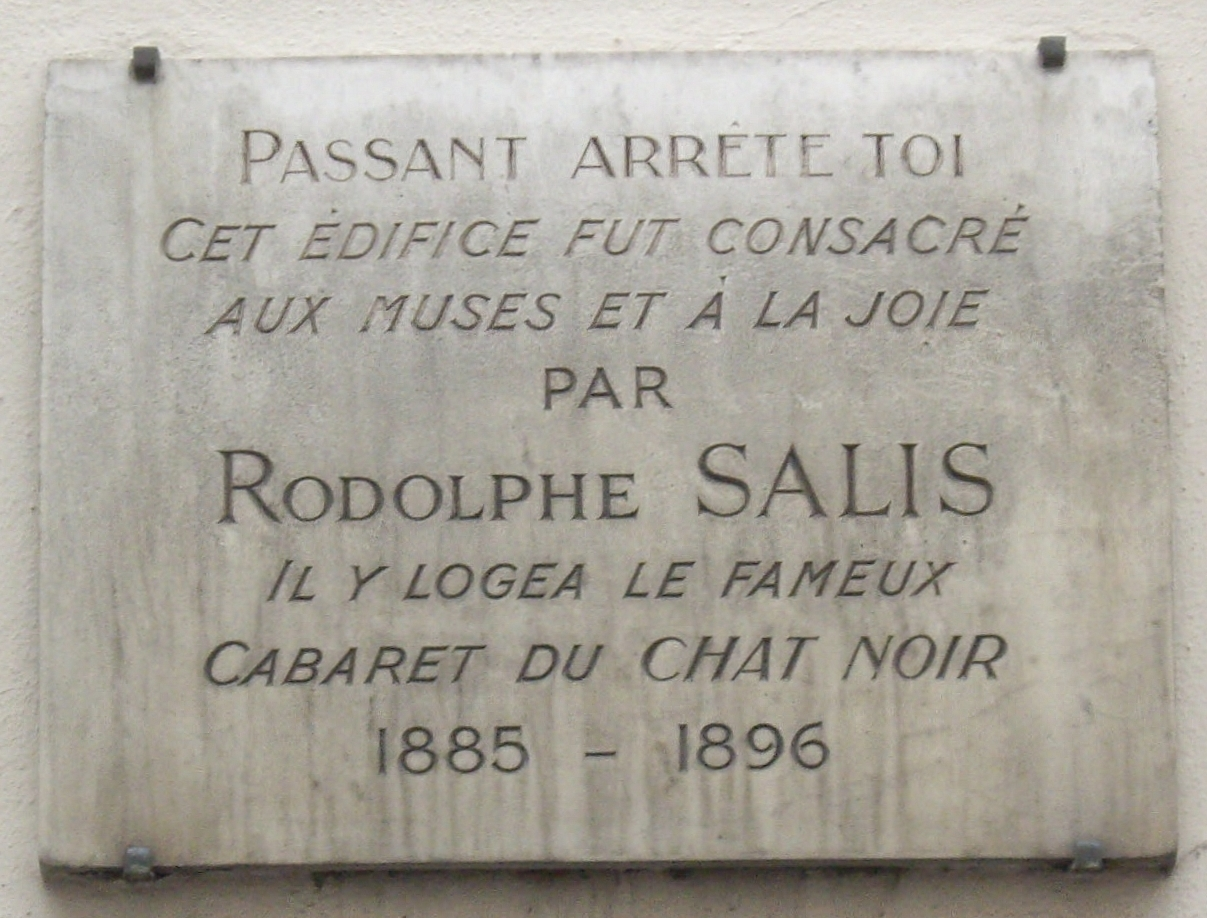
Plaque commémorative au 12, rue Victor-Massé.

- No 7 : le poète symboliste Adolphe Retté y est né le 26 juillet 1863[2].
- No 9 : hôtel d'inspiration néo-Renaissance édifié par Victor Courtillier pour le peintre Paul Delaroche. Deuxième adresse d'Alfred Stevens dans la rue Laval[réf. nécessaire][3].
- No 12 : troisième adresse du peintre belge Alfred Stevens dans la rue Laval[3]. Maison édifiée par l'architecte Maurice Isabey. Ce dernier numéro correspond au 9, cité Malesherbes. Emplacement du second cabaret Le Chat noir, de Rodolphe Salis, précédemment situé au 84, boulevard Marguerite-de-Rochechouart[3].
- No 15 : le journaliste Adolphe Tavernier (1853-1945) y résida[3], ainsi que l'illustrateur Georges Conrad (1874-1936)[4].
- No 16 : le violoniste, chef d'orchestre et compositeur Jules Garcin y meurt le 10 octobre 1896[réf. nécessaire].
- No 17 : une plaque commémorative apposée 9 rue Chaptal, dans le même arrondissement, rendant hommage au musicien Iannis Xenakis, signale qu'il travaillait à partir de 1960 dans un studio situé à ce numéro.
- No 19 : l'artiste peintre Mary Cassatt (1844-1926) loue un atelier dans les années 1870[réf. nécessaire].
- Nos 23-25-27 : immeubles construits par d'Avrange et Durupt en 1847-1850 dans le style Louis-Philippe d'inspiration néo-Renaissance[5].
- No 25 : Berthe Weill y ouvrit sa galerie de peinture en 1901 et y exposa à leurs débuts des artistes majeurs du XXe siècle[réf. nécessaire]. Vincent Van Gogh habita ici avec son frère Théo, avant de gagner le 54 rue Lepic ; Hélène Laffly, comédienne, artiste peintre et graveuse, y vécut ensuite[6].
- No 27 (et 34, rue Henry-Monnier) : immeuble de style néo-Renaissance construit vers 1845[7],  Inscrit MH (1977)[8].
- No 26 : Eugène Brieux (1858-1932) y a vécu.
- No 28 : emplacement en 1861 des studios et laboratoires du photographe Léon Crémière (1831-1913), photographe de la maison de l'empereur Napoléon III[9]. Il déménage en 1871 au 5, boulevard Montmartre.
- No 29 : domicile du compositeur Maurice Ravel (1875-1937), de 1880 à 1886, avec ses parents et son frère Édouard[10].
- No 33 : première adresse du peintre Alfred Stevens dans la rue Laval[3].
- No 35 : emplacement de la boutique du marchand de couleurs H. Vieille, fournisseur de toiles et châssis pour artistes peintres, établissement repris par Troisgros[réf. nécessaire].
- No 36 : emplacement du bal Tabarin.
- No 58 : ancien emplacement du cabaret La Lune Rousse (fermé en 1964).
- No 59 : cité Malesherbes, voie privée.

## Galerie

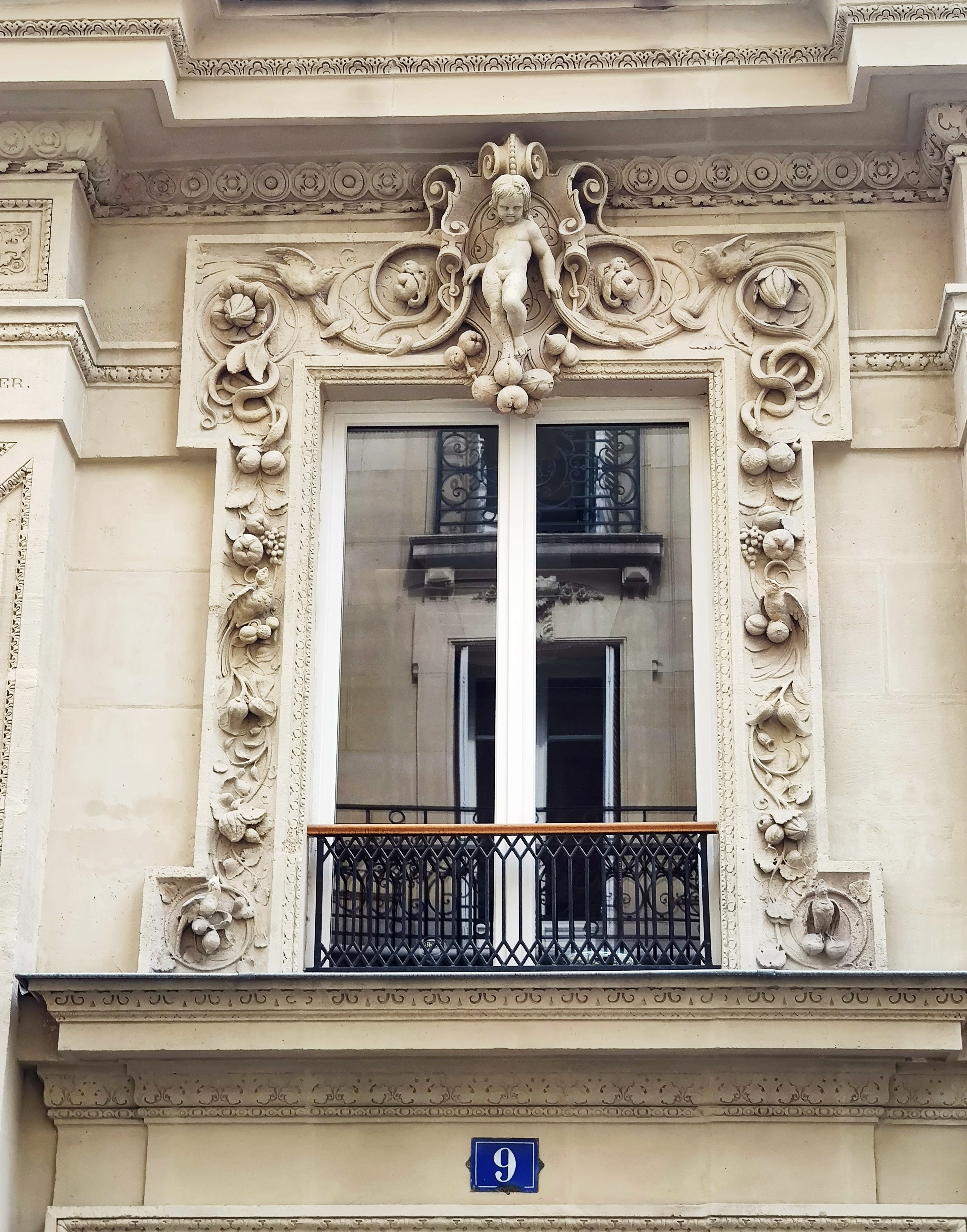
No 9 : fenêtre.
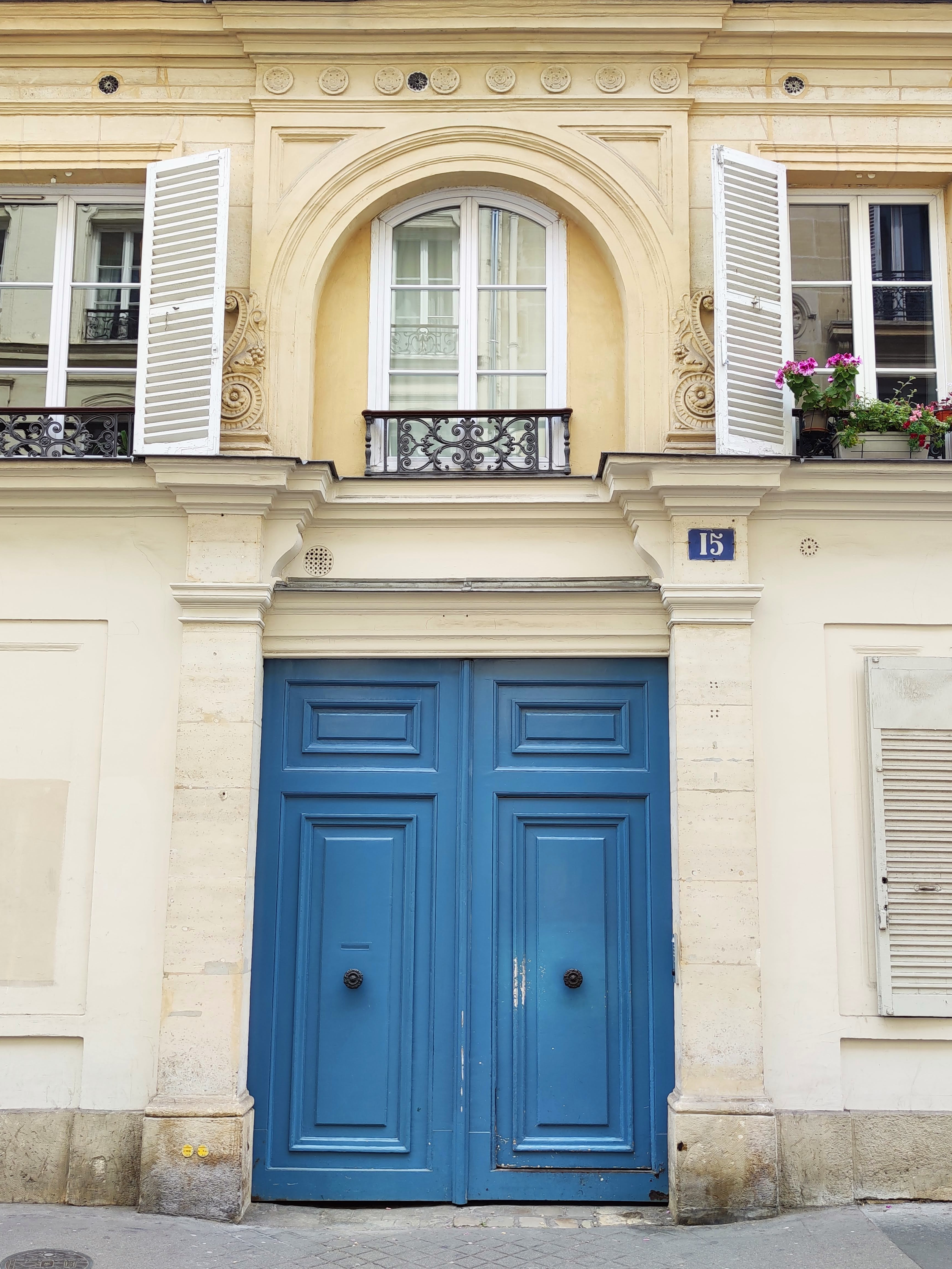
No 15.
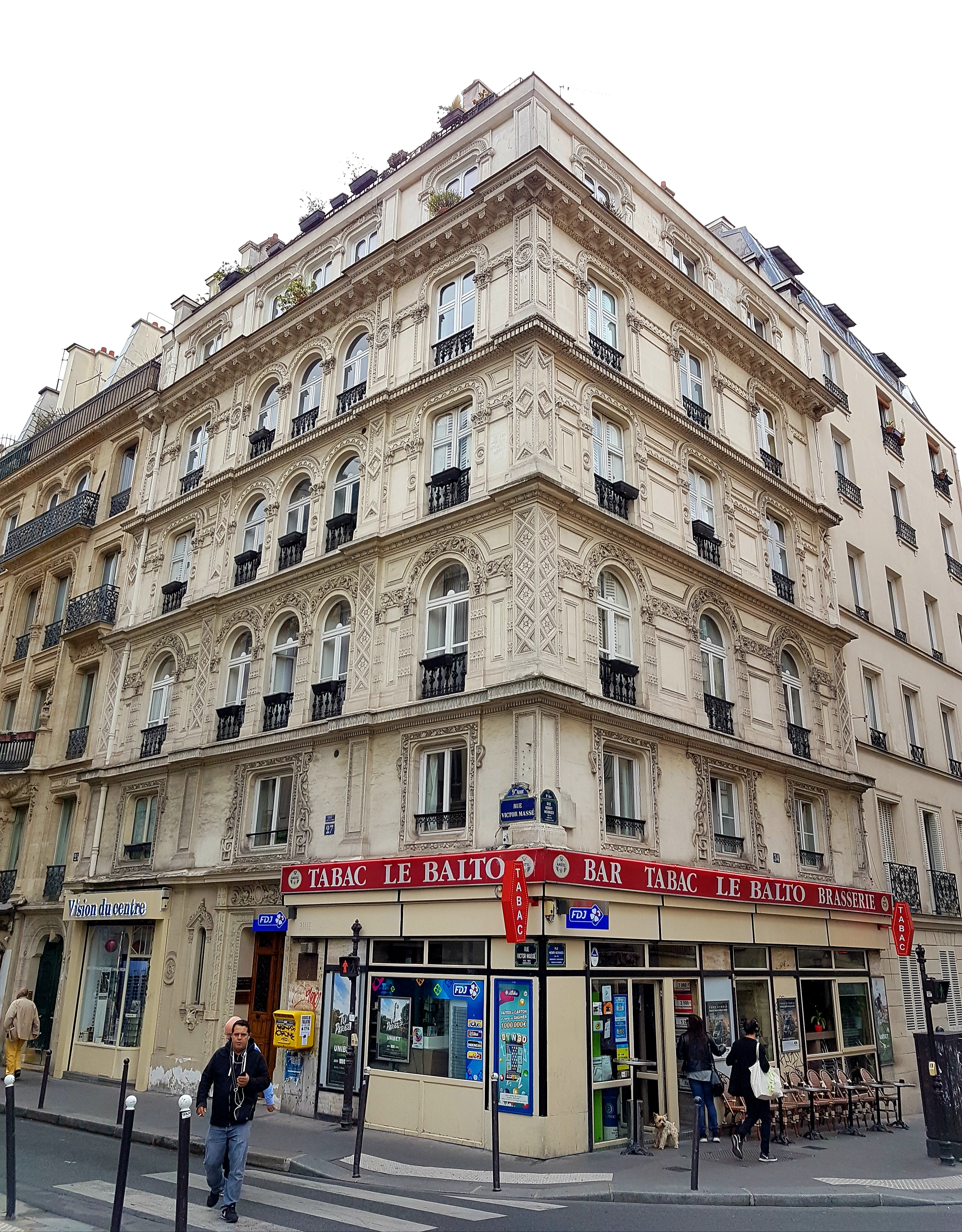
No 27.
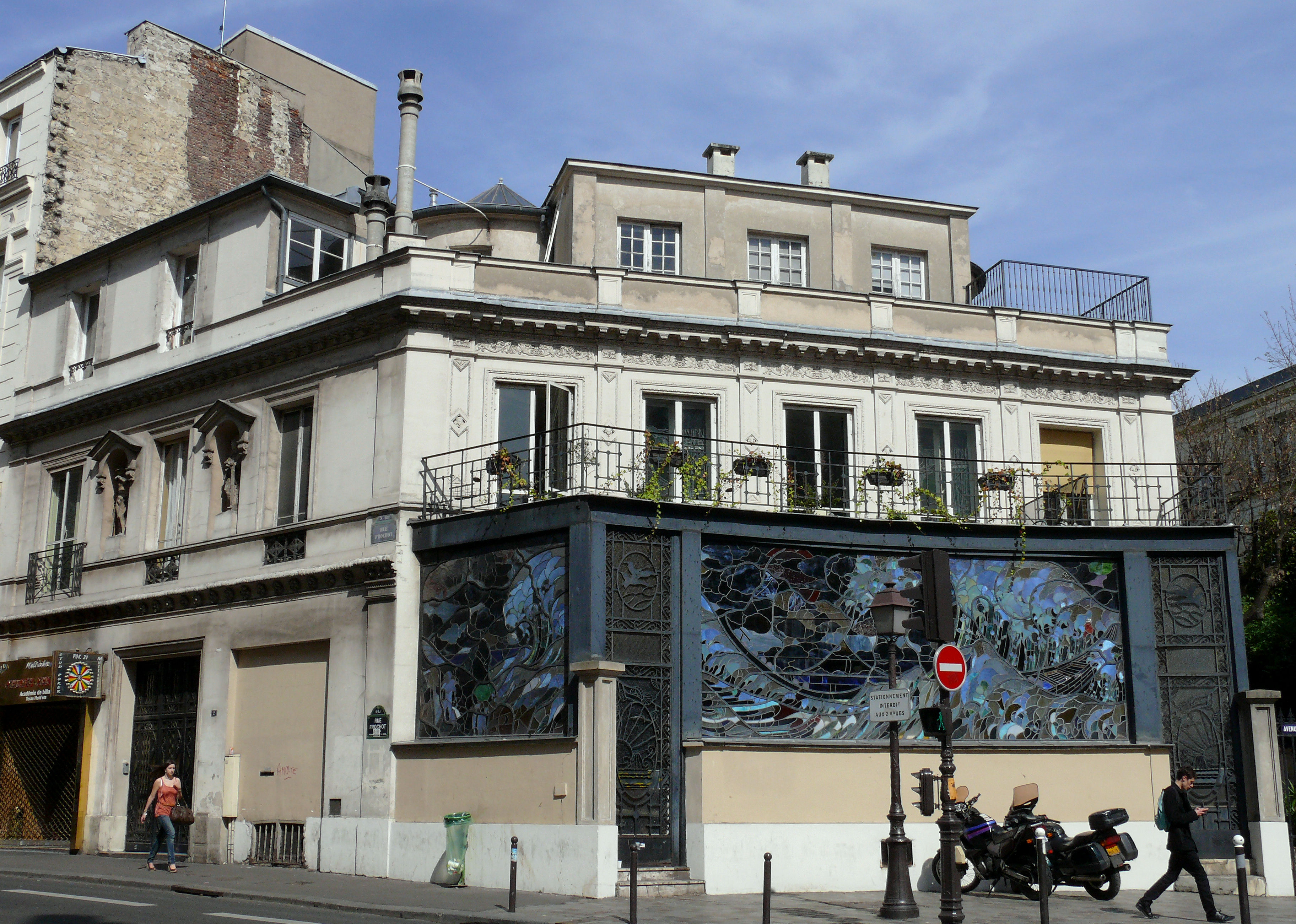
No 28.
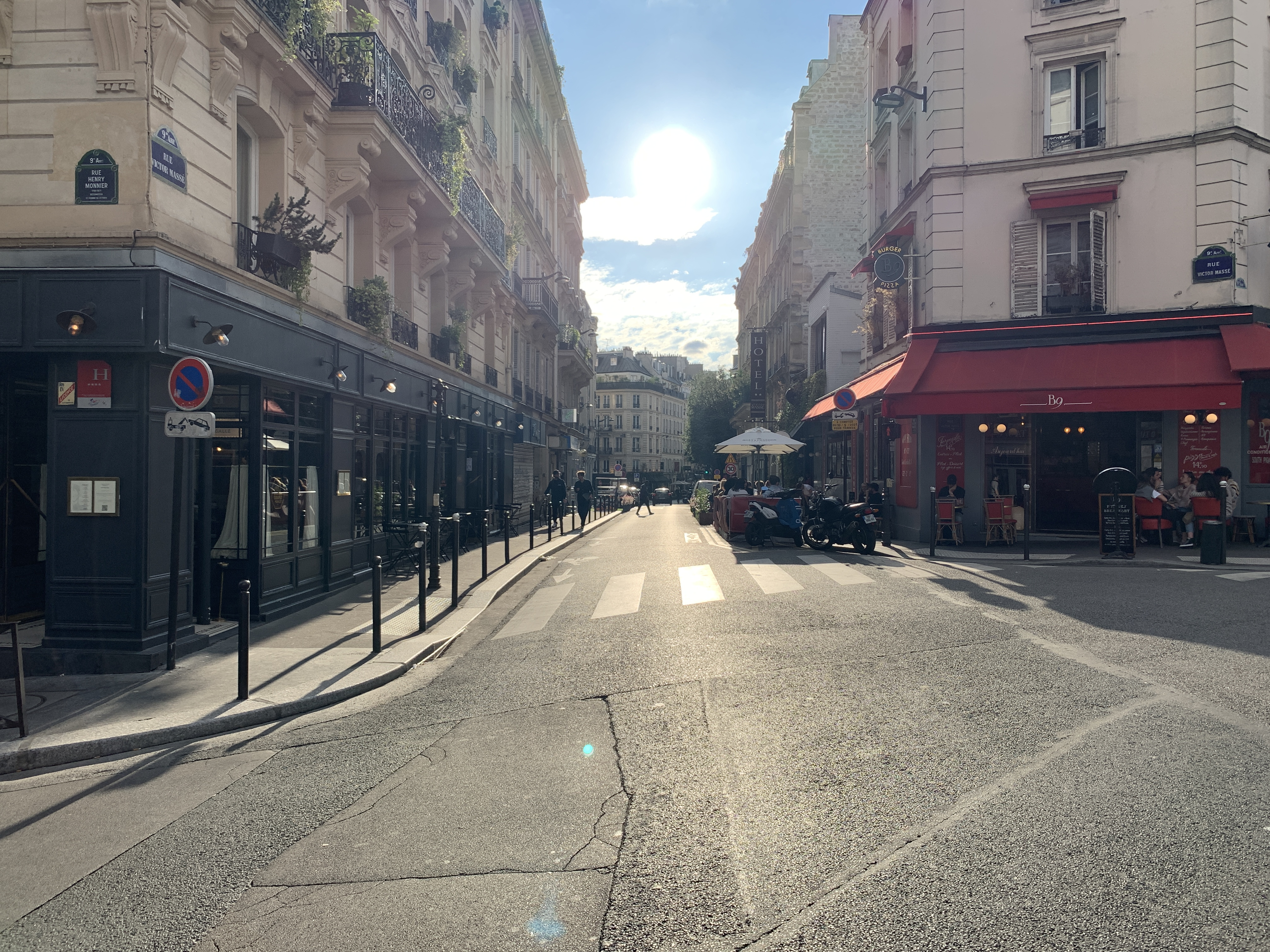
Autre partie de la rue.

## Dans la littérature
- Dans Pourquoi le Brésil ? (2002) de la romancière Christine Angot, la narratrice habite dans cette rue. Elle écrit : « On entrait dans l'immeuble rue Victor-Massé, on traversait deux cours assez sombres, parce que les immeubles étaient hauts, j'habitais au septième étage. Une fois en haut, je donnais sur un ensemble de jardins et de cours intérieures, il y avait des arbres, et cette vue, panoramique, magnifique, qui faisait rêver, le jour comme la nuit »[11].